# Long Thành (stadje)
Long Thành is een thị trấn in het gelijknamige district van Vietnam. Het is tevens de hoofdplaats van het district. Long Thành ligt in het zuiden van de provincie Đồng Nai. Het ligt ten oosten van Ho Chi Minhstad aan de andere oever van de rivier Đồng Nai. Ongeveer 50 kilometer ten zuiden van Long Thành ligt de kustplaats Vũng Tàu. Ongeveer 20 kilometer ten noordoosten ligt de stad Biên Hòa, de hoofdstad van de provincie Đồng Nai.
De lokale economie van Long Thành is afhankelijk van de rubberboerderijen en doerianproductie. Even ten noorden van Long Thành ligt de Internationale Luchthaven Long Thành.
Het is de bedoeling dat Long Thành een onderdeel wordt van de agglomeratie van Ho Chi Minhstad. Dit wordt gerealiseerd door het bouwen van onder andere een snelweg vanaf Ho Chi Minhstad naar Long Thành. Dit moet bereikt worden door van Long Thành de hoofdstad van de provincie te maken.